# کالج فنی فلوریدا
کالج فنی فلوریدا (به انگلیسی: Florida Technical College) کالج موفقی با چندین دانشگاه در فلوریدا است. اف‌تی‌سی در سال ۱۹۸۲ تأسیس شد و مدرک کارشناسی و کارشناسی ارشد و همچنین برنامه‌های دیپلم را در شش دانشگاه ارائه می‌دهد: خلیج کاترل، دلاند، اورلاندو، کیشیم، پمبرو پاینس و لاکلند. شرکت مادر آن دانشگاه کالج ملیمتعلق به شرکت سهامی خصوصی شرکای لیدز می‌باشد.

## تاریخ
کالج فنی فلوریدا بخش خصوصی دانشگاهی دانشگاه کالج ملی است. در ابتدا در سال ۱۹۸۲ تأسیس شد تا آموزش‌های پس از دوره متوسطه را در زمینه‌های تخصصی کسب و کار ارائه دهد. محوطه اصلی دانشگاه اورلاندو در سال ۱۹۸۲ افتتاح شد، سپس در سال ۱۹۹۰ دانشگاه لکلند و مرکز تحصیلات دلند در سال ۱۹۹۷ افتتاح شد. کلاس‌ها در کیسییمه در آوریل ۲۰۱۱ آغاز شد، پردیس کاج پاینس در نوامبر ۲۰۱۱ افتتاح شد و پپردیس خلیج کایلر در ژانویه ۲۰۱۵ افتتاح شد.
کالج فنی فلوریدا توسط دانشگاه کالج ملی در تاریخ ۱ فوریه ۲۰۱۸ افتتاح شد.

## اعتبارات
در ۱ فوریه ۲۰۱۸، کالج فنی کالج فلوریدا به یک واحد دانشگاهی دانشگاه کالج ملی تبدیل شد، مؤسسه ای که توسط کمیته مرکزی ایالات متحده در زمینه آموزش عالی تأیید شد. کالج ملی کالج ان یو سی - مؤسسه ای بی سی)، کالج ملی دانشگاه - مؤسسه پوپاک (ان یو سی-پوپاک)، کالج فنی کالج (اف تی سی)، دانشکده دیجیتال انیمیشن و جلوه‌های تصویری (دانشکده داوی) و مرکز آموزش کامپیوتر لاساله (ال سی ال سی) در این اعتباربخشی گنجانده شده‌است.